# برج قنبد قابوس
بالفارسية«گنبد كاووس» ومعناها قبة قابوس هو برج يقع في مدينة قنبد قابوس ,إيران ومدرج على لائحة يونسكو للتراث العالمي منذ عام 2012 .
يقع البرج في الجزء المركزي من المدينة ويبلغ أرتفاعه 72م . من ضمنها قاعدة البرج والبرج له شكل عشاري مبني بالطابوق المفخور وله قبة مدببة مخروطية الشكل مبنية من الطوب .
ويحتوي داخل البرج على على زخارف من الطابوق المقرنص .
تبلغ سماكة جدران البرج العشاري 3 م مقسمة إلى عشر جوانب يبلغ قطر البرج الخارجي 17 م .
وقد أمر ببناء البرج الأمير الزياري شمس المعالي قابوس بن وشكمير سنة 1006م ويقع على بعد 3كلم من المدينة التأريخية جرجان وهي عاصمة الدولة الزياردية وهناك كتابة عند قاعدة البرج تؤرخ لبنائه بالخط الكوفي ورد فيها :
| برج قنبد قابوس | هذا القصر العالي – لامير شمس المعالي – الامير قابوس ابن وشمگير – امر به بنائه في حياته – سنه سبع و تسعين – و ثلثمائه قمريه و سنه خمس و سبعين و ثلثمائه شمسيه | برج قنبد قابوس |

.
وأدرج البرج على لائحة التراث العالمي عام 2012 بمناسبة مرور 1000 عام على إنشائه .وأشتق أسم البرج من مدينة قنبد قابوس التي بني فيها وتقع في محافظة غلستان .
وبني البرج من الطابوق، على طراز المباني الأسلامية المبنية في القرن الرابع الهجري، الحادي عشر الميلادي.

## معرض صور

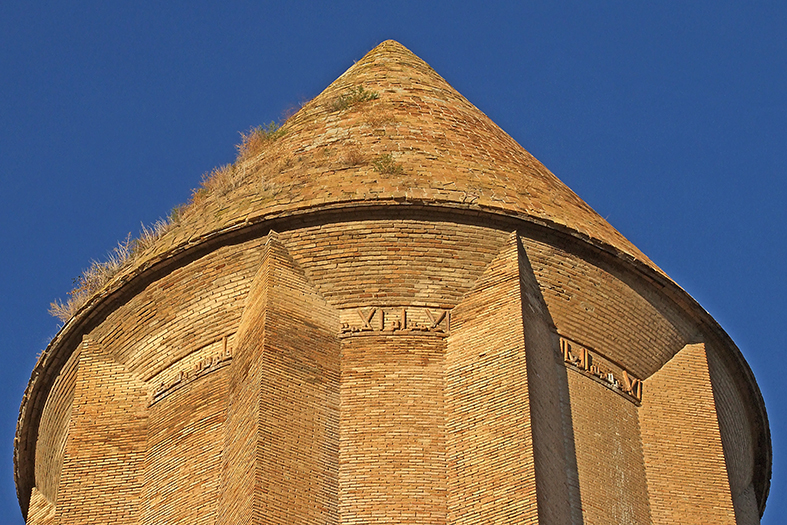
قبة البرج
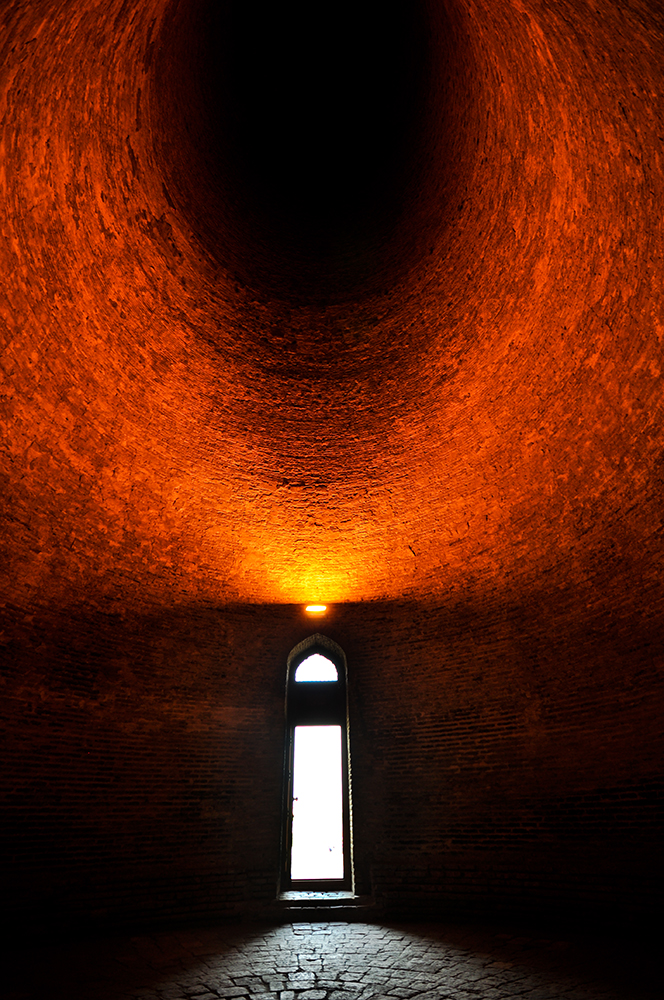
برج قابوس من الداخل
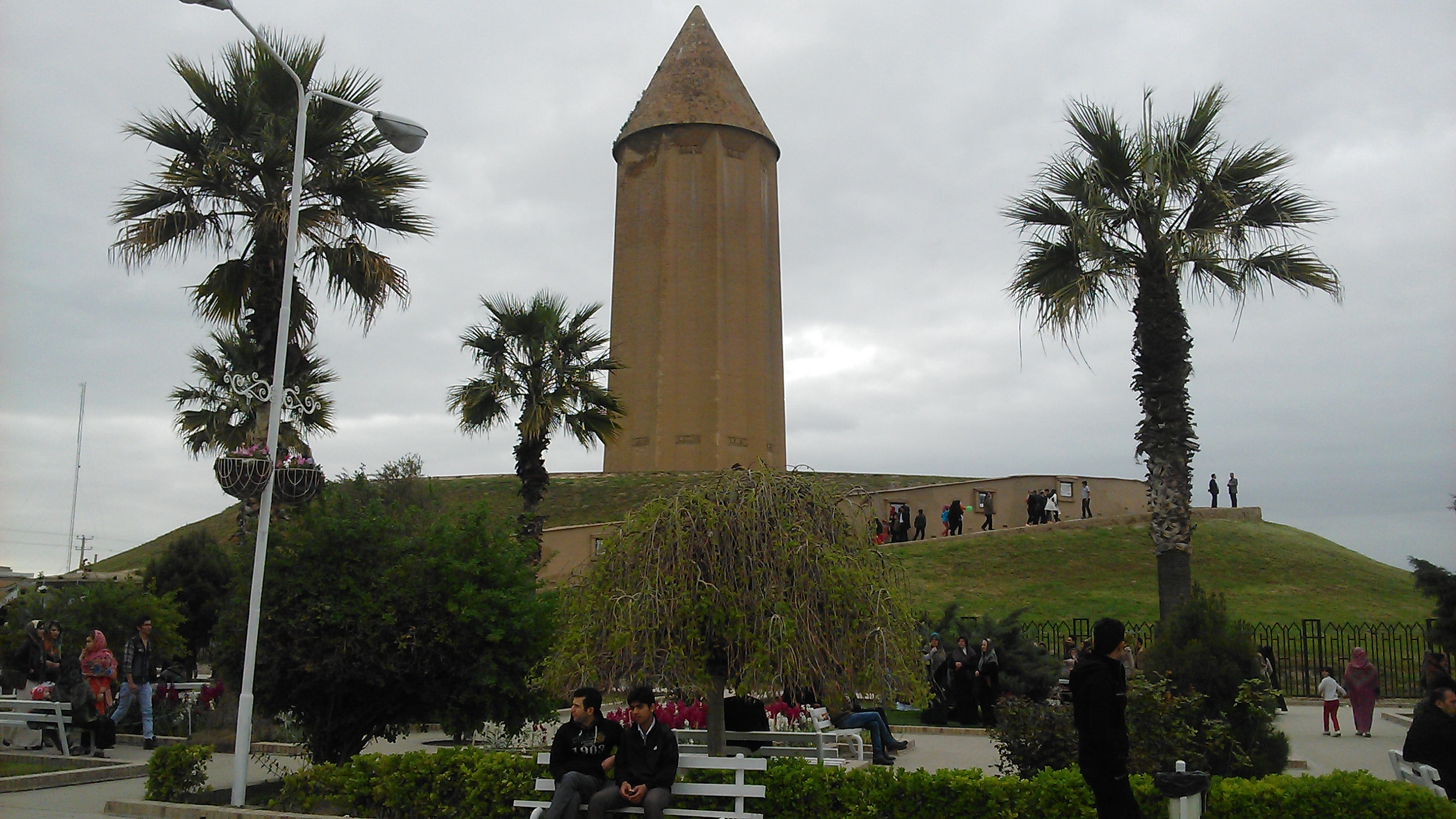
برج قابوس
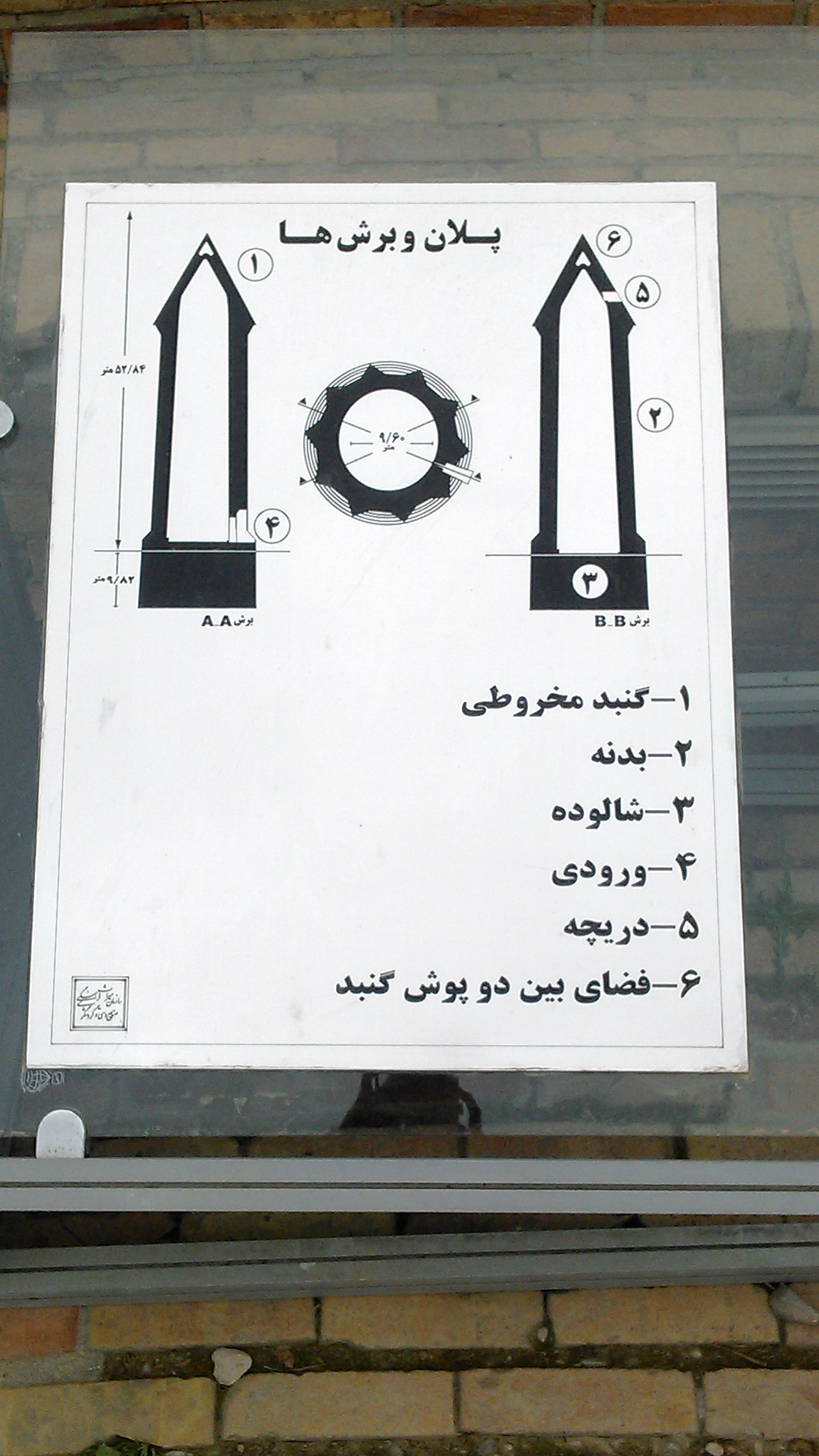
خريطة برج قابوس
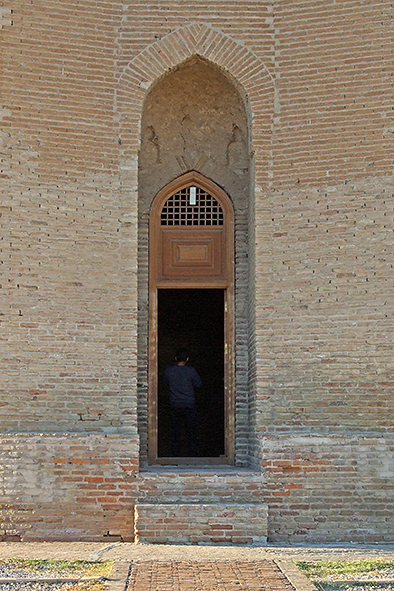
باب برج قابوس

## اقرأ أيضاً
- قائمة مواقع التراث العالمي في إيران.